# Arden Hills
Arden Hills és una població dels Estats Units a l'estat de Minnesota. Segons el cens del 2000 tenia 9.652 habitants.

## Demografia
Segons el cens del 2000, Arden Hills tenia 9.652 habitants, 2.959 habitatges, i 2.228 famílies. La densitat de població era de 419,7 habitants per km².
Dels 2.959 habitatges en un 33,6% hi vivien nens de menys de 18 anys, en un 63,6% hi vivien parelles casades, en un 8,9% dones solteres, i en un 24,7% no eren unitats familiars. En el 19,9% dels habitatges hi vivien persones soles el 8,1% de les quals corresponia a persones de 65 anys o més que vivien soles. El nombre mitjà de persones vivint en cada habitatge era de 2,59 i el nombre mitjà de persones que vivien en cada família era de 2,98.
Per edats la població es repartia de la següent manera: un 20% tenia menys de 18 anys, un 20,3% entre 18 i 24, un 20,6% entre 25 i 44, un 25,2% de 45 a 60 i un 13,9% 65 anys o més.
L'edat mediana era de 36 anys. Per cada 100 dones de 18 o més anys hi havia 81,6 homes.
La renda mediana per habitatge era de 64.773 $ i la renda mediana per família de 72.236 $. Els homes tenien una renda mediana de 52.464 $ mentre que les dones 38.906 $. La renda per capita de la població era de 29.609 $. Entorn de l'1,8% de les famílies i el 3,9% de la població estaven per davall del llindar de pobresa.

## Poblacions més properes
El següent diagrama mostra les poblacions més properes.